# Trois cercueils se refermeront
Trois cercueils se refermeront (The Three Coffins dans l'édition originale américaine et The Hollow Man dans l'édition britannique parue la même année) est un roman policier de John Dickson Carr publié en 1935. C'est le 6e roman de la série mettant en scène le personnage du Dr Gideon Fell. Le récit de cette enquête inclut le fameux exposé du héros sur les énigmes en chambre close.
Trois cercueils se refermeront occupe la 40e place au classement des Cent Meilleurs romans policiers de tous les temps établi en 1990 par la Crime Writers' Association. 
Le roman est aussi classé à la 96e place au classement des Cent Meilleurs livres policiers de tous les temps établi en 1995 par l'association des Mystery Writers of America.
Le roman a aussi été considéré comme le plus remarquable récit d'énigme en chambre close par un jury réuni par Edward D. Hoch en 1981,.
Le thème du roman concerne une double énigme en chambre close. Au cours d'une nuit d'hiver londonienne, deux meurtres sont commis à intervalles rapprochés. Dans le premier cas, le cadavre de Charles Grimaud est découvert dans une chambre close de l'intérieur, alors que des gens se tenaient devant la porte. Pour s'échapper, le meurtrier semble avoir traversé les murs comme un fantôme. Dans le second cas, Pierre Fley marchait seul au milieu d'une impasse quand il a été tué à bout portant par la même arme ayant assassiné le professeur quelques minutes plus tôt. Or personne n'a été trouvé à proximité, et le coupable, qui semble s'être littéralement volatilisé, avait la retraite coupée par trois personnes, dont un policier, qui se sont ruées vers le lieu du crime après avoir entendu la détonation. Sur fond de prophétie et de croyances aux vampires, le Dr Fell enquête et parvient, au prix de quelques difficultés, à résoudre ce mystère à première vue incompréhensible.

## Personnages
- Les victimes
  - Pr Charles Vernet Grimaud : homme riche et amateur d'art.
  - Pierre Fley : illusionniste.

- Les enquêteurs
  - Dr Gedeon Fell : enquêteur privé.
  - Hadley : commissaire de police de Scotland Yard
  - Sergents Preston, Betts et Somers : policiers

- Les suspects
  - Rosette Grimaud : fille du Pr Charles Vernet Grimaud
  - Boyd Mangan : journaliste, amoureux de Rosette
  - Stuart Mills : secrétaire personnel de Grimaud
  - Ernestine Dumont : intendante de Grimaud
  - Anthony Pettis : écrivain, ami de Grimaud
  - Jerome Burnaby : peintre, ami de Grimaud
  - Hubert Drayman : membre de la maison, ami de Grimaud
  - « Frère Henri » : personne soupçonnée d'être le frère caché de Grimaud

- Autres personnages
  - John L. Sullivan O'Rourke : acrobate et chef d'entreprise
  - Annie : domestique
  - Ted Rampole : ami du Dr Fell
  - Dorothy Rampole : son épouse

## Résumé
Le roman est structuré en trois parties :
- Première partie : « Le premier cercueil : L'énigme du bureau du savant », comprenant les chapitres 1 à 8.
- Deuxième partie : « Le deuxième cercueil : L'énigme de Cagliostro Street  », comprenant les chapitres 9 à 15.
- Troisième partie : « Le troisième cercueil : L'énigme des sept tours  », comprenant les chapitres 16 à 21.

### Mise en place de l'intrigue
Le professeur Charles Grimaud et ses proches amis se rencontrent dans un pub londonien. Au cours de la soirée, ils sont interrompus dans leur discussion par un homme mystérieux qui évoque des hommes quittant leurs tombes et traversant les murs. L'homme déclare s'appeler Pierre Fley et être illusionniste ; il affirme qu'il a un frère qui en veut à la vie de Charles Grimaud. Il demande à Grimaud de choisir lequel des deux frères il préfère rencontrer : lui-même, ou l'autre frère ? Agacé par l'énergumène, Grimaud répond qu'il accepte de rencontrer l'autre frère.
Dans les jours qui suivent, Grimaud reçoit à son domicile des lettres anonymes qui semblent envoyées par l'un des deux frères Fley.
Quelques jours après, Grimaud attend l'arrivée d'un invité à son domicile. Alors que la neige vient de cesser de tomber, le visiteur arrive vers 21 h 45, portant un masque en carton pâte. Il est amené jusqu'au cabinet de travail de Grimaud par Ernestine Dumont, son intendante. Grimaud a pris la précaution de demander à son secrétaire, Stuart Mills, de surveiller l'arrivée de l'inconnu depuis son bureau, situé de l'autre côté du hall. Ernestine Dumont et Stuart Mills voient Grimaud faire entrer l'inconnu dans le cabinet de travail et fermer la porte. Cette porte est surveillée par l'intendante et le secrétaire. Vers 22 h 10, un coup de feu est entendu, tiré depuis le cabinet de travail. La porte est fermée de l'intérieur.
À 22 h 12, Gedeon Fell et le commissaire de police Haley arrivent sur les lieux. Ils forcent la porte et découvrent à 22 h 15 Grimaud allongé sur le sol, perdant son sang et mourant. La victime a le temps de leur dire quelques mots apparemment dépourvus de sens (« pas un suicide », « il ne pouvait pas se servir d'une corde », « toit », « neige », « trop de lumière », « avait revolver »). Une ambulance est appelée par téléphone. Elle arrive très rapidement, et Grimaud est emmené à l'hôpital vers 22 h 25. Le cabinet de travail est vide, la fenêtre est fermée, et la cheminée ne permet pas le passage d'un homme. Le revolver qui a servi à tirer sur Grimaud est absent des lieux. Sous la fenêtre fermée, le sol est couvert de neige : personne n'a quitté les lieux par là. Personne n'est passé non plus par la cheminée, dans laquelle brûlent divers papiers. L'examen du toit montre une neige immaculée : personne n'a marché sur la toiture. Il s'agit d'un crime en chambre close. Emmené à l'hôpital, quelques minutes avant de mourir, Grimaud a le temps de dire que c'est son frère qui lui a tiré dessus.
Enquêtant dans la maisonnée, Gedeon Fell découvre l'obscur passé de Grimaud. Ce dernier, trente ans auparavant, aurait quitté la Hongrie dans des circonstances mystérieuses. Il s'appelait alors Horvath et avait été condamné à une lourde peine de prison. Il avait deux autres frères, dont l'un est Pierre Fley, l'illusionniste évoqué au début du roman. Fell désigne l'autre frère sous le sobriquet de « Frère Henri ». Grimaud s'était échappé d'une mine de sel avec ses deux frères : tous trois s'étaient fait passer pour morts de la peste et avaient été enterrés dans un champ. Grimaud avait quitté sa tombe et, au lieu de faire sortir ses frères de leurs tombes, les avait laissés enterrés, en train de mourir. On peut imaginer que les deux autres frères, finalement, n'étaient pas morts, et étaient revenus en Angleterre pour se venger de leur frère qui avait voulu se débarrasser d'eux pour garder le magot.

### Le second meurtre
Le lendemain des faits, on apprend que, quelques minutes après l'assassinat de Grimaud, un autre homme a été tué à quelques centaines de mètres de là, dans Cagliostro Street. La victime est Pierre Fley. Il a été tué non loin de son domicile alors qu'il se trouvait seul dans la rue enneigée. Devant lui se trouvaient deux citoyens et un policier. Personne n’a vu le tireur, et personne ne se trouvait à proximité. L'arme retrouvée près du cadavre est celle qui a servi à tirer sur Grimaud. Compte tenu des traces de pas sur la neige, il n'y avait personne dans la rue, un cul-de-sac, à l’exception des trois témoins et de la victime. Or les trois témoins sont des citoyens honnêtes, inconnus des services de police (ils se révèleront d'ailleurs par la suite totalement innocents au meurtre). Ils déclarent unanimement que la coup de feu a été tiré à 22 h 25. L'examen balistique de la balle montre qu'elle a été tirée à hauteur de la victime et à moins de deux mètres d'elle, ce qui exclut l'hypothèse d'un tir provenant d'une fenêtre ou même d'une habitation de la rue, puisque celle-ci avait une largeur de 20 mètres et que Fley se tenait en plein milieu de la voie. Les témoins ont entendu une voix s'exclamer : « la seconde balle est pour toi », suivie de la détonation. Le domicile de Pierre Fley est perquisitionné : un message qu’il a écrit et signé indique qu'il quitte son métier d'illusionniste et qu'il « retourne dans sa tombe ».
Les policiers pataugent et ne savent comment résoudre ces deux meurtres en donnant une solution rationnelle. Ils sont face à deux énigmes en chambre close, presque concomitantes : Grimaud a été tué dans une pièce fermée, dont personne n'est sorti, avec un revolver qui a servi à tuer Fley quelques minutes plus tard. Cagliostro Street, dans laquelle se trouvait Fley, ne comporte aucune autre trace sur la neige fraîche que celle des trois témoins. Comment le tueur a-t-il pu tuer Grimaud, s'enfuir de la maison, trouver Fley, le tuer à son tour et disparaître, le tout en moins de cinq minutes ? Y-a-t-il intervention d'un fantôme ? d'un vampire ? Les policiers supposent que le tueur est « frère Henri », frère de Grimaud et de Fley.

### Enquête et questionnements
Les auditions des différents membres de la maisonnée n'apportent pas de renseignements permettant de faire une percée décisive dans l'enquête, si ce n'est que tous les suspects ont plus ou moins un alibi. Ainsi, tous ceux qui se trouvaient dans la maison au moment où Grimaud a été mortellement blessé y sont restés dans l'heure qui a suivi, ce qui les exclut d'office pour la mort de Pierre Fley, à moins qu'il n'y ait eu deux assassins. Mais dans ce cas là, qui est le second assassin, et pourquoi a-t-il tué Fley ?
Gedeon Fell se pose d'autres questions : pourquoi Grimaud a-t-il acheté à un de ses amis peintre, Burnaby, un grand tableau représentant trois tombes situées dans un paysage lugubre ? pourquoi ce tableau a-t-il été lacéré pendant la lutte entre Grimaud et son agresseur ? Pierre Fley venait-il pour tuer Grimaud, le prévenir des intentions du troisième frère, ou réclamer de l’argent ? 
Le mystère s'épaissit quand on apprend des autorités hongroises que, effectivement, Grimaud et ses frères avaient été emprisonnés jadis pour le vol d'une banque, et qu'ils s'étaient fait passer pour morts avec la complicité du médecin de la prison. Grimaud s'était en effet échappé de la tombe dans laquelle il avait été enseveli ; Fley avait été secouru, réincarcéré et avait purgé la totalité de sa peine ; toutefois le troisième frère avait été retrouvé mort dans sa tombe. 
L'hypothèse d'une vengeance du troisième frère s'effondre donc.

### Résolution de l'énigme
L'aspect mystérieux de l’affaire tient notamment au fait que les deux meurtres semblent avoir eu lieu à 22 h 10 (Grimaud) et à 22 h 25 (Fley), alors que les deux lieux ne sont pas proches l'un de l'autre et qu'il avait neigé. Gedeon Fell réfléchit sur les horaires : on sait que l'agression sur Grimaud a eu lieu vers 22 h 10, car tout le monde a pu constater l'heure du coup de feu. Mais comment les trois témoins de Cagliostro Street ont-ils pu avoir l’assurance que le coup de feu sur Fley avait eu lieu à 22 h 25 ?

## Autour du roman
- Le personnage de Tad Rampole avait déjà assisté Gideon Fell dans les romans Le Gouffre aux sorcières (il y avait rencontré Dorothy) et Le Chapelier fou.

## Inventaire des diverses « énigmes de chambre close »
Le roman contient au chapitre 17 un célèbre exposé de Gedeon Fell qui dresse un inventaire des diverses énigmes de chambre close :
1. il ne s'agit pas d'un meurtre mais d'une série de coïncidences résultant en un accident qui a l’air d'un meurtre ; on croit à une mort criminelle alors qu'il s'agit d'une mort accidentelle ;
2. il s'agit d'un meurtre mais la victime a été poussée à se suicider ou à provoquer sa propre mort accidentelle (victime rendue folle par un gaz, victime hypnotisée, etc) ;
3. il s'agit d'un meurtre, commis à l'aide d'un dispositif mécanique introduit auparavant et dissimulé dans une pièce du mobilier ;
4. il ne s'agit pas d'un meurtre mais d'un suicide déguisé en meurtre ;
5. il s'agit d'un meurtre dans lequel on croit que la victime est vivante dans la pièce close alors qu'elle est déjà morte : le meurtre est censé se dérouler après l'entrée de la victime dans la pièce ;
6. il s'agit d'un meurtre qui semble avoir été commis à l'intérieur de la pièce close, alors qu'il a été commis par quelqu'un qui se trouve à l'extérieur ;
7. il s'agit d'un meurtre dans lequel on croit que la victime est morte dans la pièce close alors qu'elle est encore vivante : la victime est endormie dans la chambre close et tuée après l'ouverture de la porte.

Dans le roman, la mort de Grimaud correspond à une combinaison des première et sixième hypothèses de la typologie précitée ; celle de Fley correspond à la sixième hypothèse de cette typologie.

## Éditions
Éditions originales en anglais
- (en) John Dickson Carr, The Three Coffins, New York, Harper, 1935 — Édition américaine
- (en) John Dickson Carr, The Hollow Man, Londres, Hamish Hamilton, 1935 — Édition britannique

Éditions françaises
- (fr) John Dickson Carr (auteur) et Hélène Amalric (traducteur), Trois cercueils se refermeront [« The Hollow Man »], Paris, Librairie des Champs-Élysées, coll. « Le Masque. Les Maîtres du roman policier.  no 1923 », 26 octobre 1988, 282 p. (ISBN 2-7024-1807-4, BNF 34992954)
- (fr) John Dickson Carr (auteur) et Hélène Amalric (traducteur) (trad. de l'anglais), Trois cercueils se refermeront [« The Hollow Man »], Paris, Librairie des Champs-Élysées, coll. « Le Club des Masques no 606 », 1991, 282 p. (ISBN 2-7024-2156-3, BNF 35478564)
- (fr) John Dickson Carr (auteur) et Hélène Amalric (traducteur) (trad. de l'anglais), Trois cercueils se refermeront [« The Hollow Man »], « in » J.D. Carr, vol. 2 - Dr. Fell (1935-1939), Paris, Librairie des Champs-Élysées, coll. « Les Intégrales du Masque. », 1992, 1084 p. (ISBN 2-7024-2247-0, BNF 35546326) Ce volume omnibus réunit les romans suivants : Trois cercueils se refermeront, Le Meurtre des Mille et Une Nuits, À réveiller les morts, Le Naufragé du Titanic, Les Yeux en bandoulière
- (fr) John Dickson Carr (auteur) et Hélène Amalric (traducteur) (trad. de l'anglais), Trois cercueils se refermeront [« The Hollow Man »], Paris, Cercle polar, coll. « Mystère », 2001, 247 p. (ISBN 2-7441-4960-8, BNF 38871102)
- (fr) John Dickson Carr (auteur) et Hélène Amalric (traducteur) (trad. de l'anglais), Trois cercueils se refermeront [« The Hollow Man »], Paris, Éditions du Masque, coll. « Masque poche no 54 », 2015, 345 p. (ISBN 978-2-7024-4166-4, BNF 44250786)

## Source bibliographique
- Roland Lacourbe, John Dickson Carr : scribe du miracle. Inventaire d'une œuvre, Amiens, Encrage, 1997, p. 50-51.